# Saut en hauteur féminin aux championnats du monde d'athlétisme 2007
Navigation
Helsinki 2005 Berlin 2009
L'épreuve du saut en hauteur féminin des championnats du monde d'athlétisme de 2007 s'est déroulée les 31 août et 2 septembre 2007 dans le Stade Nagai d'Osaka au Japon, remportée par la Croate Blanka Vlašić (photo).

## Records et performances

### Records
Les records du saut en hauteur femmes (mondial, des championnats et par continent) étaient les suivants, avant les championnats de 2013. 
| Record                    | Athlète             | Pays           | Résultat | Lieu               | Date             |
| ------------------------- | ------------------- | -------------- | -------- | ------------------ | ---------------- |
| Record du monde           | Stefka Kostadinova  | Bulgarie       | 2,09 m   | Rome, Italie       | 30 août 1987     |
| Record des championnats   | Stefka Kostadinova  | Bulgarie       | 2,09 m   | Rome, Italie       | 30 août 1987     |
| Record d'Afrique          | Hestrie Cloete      | Afrique du Sud | 2,06 m   | Paris, France      | 31 août 2003     |
| Record d'Asie             | Lyudmila Butuzova   | Ouzbékistan    | 1,98 m   | Sotchi, Russie     | 10 juin 1984     |
| Record d'Amérique du Nord | Silvia Costa        | Cuba           | 2,04 m   | Barcelone, Espagne | 9 septembre 1989 |
| Record d'Amérique du Sud  | Solange Witteveen   | Argentine      | 1,96 m   | Oristano, Italie   | 8 septembre 1997 |
| Record d'Europe           | Stefka Kostadinova  | Bulgarie       | 2,09 m   | Rome, Italie       | 30 août 1987     |
| Record d'Océanie          | Vanessa Browne-Ward | Australie      | 1,98 m   | Perth, Australie   | 12 février 1989  |

### Meilleures performances de l'année 2007
|    | Athlète               | Pays     | Résultat | Lieu            | Date                      |
| -- | --------------------- | -------- | -------- | --------------- | ------------------------- |
| 1  | Blanka Vlašić         | Croatie  | 2,07 m   | Stockholm       | 7 août 2007               |
| 2  | Antonietta di Martino | Italie   | 2,03 m   | Milan           | 24 juin 2007              |
| 3  | Kajsa Bergqvist       | Suède    | 2,02 m   | Turin           | 8 juin 2007               |
| 3  | Yelena Slesarenko     | Russie   | 2,02 m   | Oslo Munich     | 15 juin 2007 24 juin 2007 |
| 3  | Ruth Beitia           | Espagne  | 2,02 m   | Saint-Sébastien | 4 août 2007               |
| 6  | Anna Chicherova       | Russie   | 2,01 m   | Toula           | 3 août 2007               |
| 7  | Yekaterina Savchenko  | Russie   | 2,00 m   | Dudelange       | 1er juillet 2007          |
| 8  | Tia Hellebaut         | Belgique | 1,98 m   | Doha            | 11 mai 2007               |
| 8  | Vita Palamar          | Ukraine  | 1,98 m   | Kalamata        | 2 juin 2007               |
| 10 | Nicole Forrester      | Canada   | 1,97 m   | Thessalonique   | 30 juillet 2007           |

### Finale
| Rang              | Athlète               | Pays         | Essais | Essais | Essais | Essais | Essais | Essais | Essais | Essais | Marque | Notes |
| Rang              | Athlète               | Pays         | 1,85m  | 1,90m  | 1,94m  | 1,97m  | 2,00m  | 2,03m  | 2,05m  | 2,10m  | Marque | Notes |
| ----------------- | --------------------- | ------------ | ------ | ------ | ------ | ------ | ------ | ------ | ------ | ------ | ------ | ----- |
| Médaille d'or     | Blanka Vlašić         | Croatie      | o      | o      | o      | o      | xo     | o      | xxo    | 3x     | 2,05 m |       |
| Médaille d'argent | Antonietta di Martino | Italie       | xo     | o      | o      | o      | o      | xo     | 3x     |        | 2,03 m | =NR   |
| Médaille d'argent | Anna Chicherova       | Russie       | o      | o      | o      | o      | xo     | xo     | 3x     |        | 2,03 m | PB    |
| 4                 | Yelena Slesarenko     | Russie       | o      | o      | o      | o      | xo     | 3x     |        |        | 2,00 m |       |
| 5                 | Yekaterina Savchenko  | Russie       | o      | o      | xo     | o      | xxo    | 3x     |        |        | 2,00 m | =PB   |
| 6                 | Ruth Beitia           | Espagne      | o      | o      | o      | xo     | 3x     |        |        |        | 1,97 m |       |
| 7                 | Mélanie Melfort       | France       | o      | o      | o      | 3x     |        |        |        |        | 1,94 m |       |
| 7                 | Marina Aitova         | Kazakhstan   | o      | o      | o      | 3x     |        |        |        |        | 1,94 m |       |
| 7                 | Emma Green-Tregaro    | Suède        | o      | o      | o      | 3x     |        |        |        |        | 1,94 m |       |
| 7                 | Vita Palamar          | Ukraine      | o      | o      | o      | 3x     |        |        |        |        | 1,94 m |       |
| 7                 | Kajsa Bergqvist       | Suède        | o      | o      | o      | 3x     |        |        |        |        | 1,94 m |       |
| 12                | Amy Acuff             | États-Unis   | o      | xo     | xxo    | 3x     |        |        |        |        | 1,94 m |       |
| 13                | Miruna Mataoanu       | Roumanie     | xo     | o      | 3x     |        |        |        |        |        | 1,90 m |       |
| 14                | Tia Hellebaut         | Belgique     | o      | xo     | 3x     |        |        |        |        |        | 1,90 m |       |
| 15                | Levern Spencer        | Sainte-Lucie | o      | xxo    | 3x     |        |        |        |        |        | 1,90 m |       |
| 15                | Barbora Lalakova      | Tchéquie     | o      | xxo    | 3x     |        |        |        |        |        | 1,90 m |       |

### Qualifications
Qualification à 1,94 m (Q) ou dans les 12 meilleurs sauts (q).
| Rang | Groupe | Athlète                | Nationalité            | 1,80m | 1,84m | 1,88m | 1,91m | 1,94m | Résultat | Notes  |
| ---- | ------ | ---------------------- | ---------------------- | ----- | ----- | ----- | ----- | ----- | -------- | ------ |
| 1    | A      | Blanka Vlašić          | Croatie                | —     | o     | —     | o     | o     | 1,94 m   | Q      |
| 1    | A      | Vita Palamar           | Ukraine                | —     | o     | —     | o     | o     | 1,94 m   | Q      |
| 1    | A      | Kajsa Bergqvist        | Suède                  | o     | o     | o     | o     | o     | 1,94 m   | Q      |
| 1    | A      | Yelena Slesarenko      | Russie                 | o     | o     | o     | o     | o     | 1,94 m   | Q      |
| 1    | B      | Ruth Beitia            | Espagne                | —     | o     | o     | o     | o     | 1,94 m   | Q      |
| 1    | B      | Anna Chicherova        | Russie                 | —     | o     | o     | o     | o     | 1,94 m   | Q      |
| 7    | A      | Marina Aitova          | Kazakhstan             | o     | o     | o     | xo    | o     | 1,94 m   | Q      |
| 7    | B      | Emma Green-Tregaro     | Suède                  | —     | o     | xo    | o     | o     | 1,94 m   | Q      |
| 9    | B      | Amy Acuff              | États-Unis             | —     | xo    | xo    | xo    | o     | 1,94 m   | Q      |
| 10   | B      | Yekaterina Savchenko   | Russie                 | o     | o     | o     | xo    | xo    | 1,94 m   | Q      |
| 10   | B      | Antonietta di Martino  | Italie                 | o     | o     | xo    | o     | xo    | 1,94 m   | Q      |
| 10   | A      | Miruna Mataoanu        | Roumanie               | —     | o     | xo    | o     | xo    | 1,94 m   | Q, PB  |
| 13   | A      | Tia Hellebaut          | Belgique               | —     | o     | o     | xxo   | xo    | 1,94 m   | Q      |
| 14   | B      | Levern Spencer         | Sainte-Lucie           | —     | o     | o     | o     | xxo   | 1,94 m   | Q, =NR |
| 14   | A      | Barbora Lalakova       | Tchéquie               | o     | o     | o     | o     | xxo   | 1,94 m   | Q      |
| 16   | A      | Mélanie Melfort        | France                 | o     | o     | o     | xxo   | xxo   | 1,94 m   | Q      |
| 17   | B      | Romana Dubnova         | Tchéquie               | o     | o     | xo    | xo    | 3x    | 1,91 m   |        |
| 18   | A      | Iva Straková           | Tchéquie               | o     | o     | xxo   | xxo   | 3x    | 1,91 m   |        |
| 19   | B      | Romary Rifka           | Mexique                | o     | o     | o     | 3x    |       | 1,88 m   |        |
| 20   | B      | Anna Ustinova          | Kazakhstan             | o     | o     | xo    | 3x    |       | 1,88 m   |        |
| 20   | A      | Dóra Győrffy           | Hongrie                | o     | o     | xo    | 3x    |       | 1,88 m   |        |
| 22   | B      | Marta Mendía           | Espagne                | xo    | o     | xo    | 3x    |       | 1,88 m   |        |
| 23   | A      | Ebba Jungmark          | Suède                  | o     | xxo   | xo    | 3x    |       | 1,88 m   |        |
| 24   | B      | Erin Aldrich           | États-Unis             | o     | o     | xxo   | 3x    |       | 1,88 m   |        |
| 25   | A      | Adonía Steryíou        | Grèce                  | xo    | o     | xxo   | 3x    |       | 1,88 m   |        |
| 25   | A      | Inna Gliznuta          | Moldavie               | xo    | o     | xxo   | 3x    |       | 1,88 m   |        |
| 27   | A      | Juana Rosario Arrendel | République dominicaine | xo    | o     | 3x    |       |       | 1,84 m   |        |
| 28   | B      | Oana Pantelimon        | Roumanie               | o     | xo    | 3x    |       |       | 1,84 m   |        |
| 28   | A      | Nicole Forrester       | Canada                 | —     | xo    | 3x    |       |       | 1,84 m   |        |
| 28   | A      | Miyuki Aoyama-Fukumoto | Japon                  | o     | xo    | 3x    |       |       | 1,84 m   |        |

## Légende
- Hauteur de sauts atteinte (en mètres) :
  - o : dès le 1er essai
  - xo : au 2e essai
  - xxo : au 3e essai
- 3 x : hauteur non atteinte au terme de 3 essais au maximum

Records et Performances
- AR : Record continental (area record)
- CR : Record des championnats (championship record)
- MR : Record du meeting (meet record)
- NR : Record national (national record)
- OR : Record olympique (olympic record)
- PR : Record paralympique (paralympic record)
- PB : Record personnel (personal best)
- SB : Meilleure performance personnelle de la saison (season's best)
- WL : Meilleure performance mondiale de l'année (world leader)
- WJR : Record du monde junior (world junior record)
- WR : Record du monde (world record)

Circonstances et Conditions
- DNF : N'a pas terminé (did not finish)
- DNS : N'a pas pris le départ (did not start)
- DQ : Disqualification (disqualification)
- NM : Aucun essai valable enregistré (No Mark)
- Q : Qualifié « directement » au prochain tour (ou à la prochaine compétition), lors d'une compétition majeure, grâce au classement ou à la réalisation des minima (automatic qualifier)
- q : Qualifié au prochain tour (ou à la prochaine compétition), lors d'une compétition majeure, grâce au repêchage ou à la réalisation de l'une des meilleures performances parmi celles des « non qualifiés directement » (grâce au meilleur temps ou à la meilleure distance par exemple) (secondary qualifier)

- NM : non mesuré (not measured) ?